# Laure Mancini
Pour les articles homonymes, voir Mancini.
Laure-Victoire Mancini (née en 1636 à Rome - morte en 1657 à Paris), fille du baron romain Michele Mancini et de Geronima Mazzarini, elle était une des nièces du cardinal Mazarin, l'aînée des sœurs Mancini.

## Histoire
Née à Rome en 1636, elle arriva à la cour de France en 1647, conduite par son oncle le cardinal Mazarin, avec sa jeune sœur Olympe Mancini et sa cousine.
Le cardinal amena ses nièces à la cour du roi Louis XIV dans l'espoir de leur faire contracter des mariages avantageux.
Laure était appréciée de la reine Anne d'Autriche, et joua, enfant, avec le jeune roi Louis XIV et son frère.
Laure-Victoire épousa dès 1651 Louis II de Vendôme, duc de Mercœur, petit-fils d'Henri IV.

## Fratrie
Les petites Mazarines :
- Olympe (1638-1708) fut mariée à Eugène-Maurice de Savoie-Carignan, comte de Soissons,
- Hortense (1646-1699) épousa Armand-Charles de la Porte de La Meilleraye, qui fut créé duc de Mazarin,
- Marie-Anne (1649-1714) fut mariée à Godefroy Maurice de La Tour d'Auvergne, duc de Bouillon et neveu de Turenne.
- Marie Mancini (1639-1715), la dernière sœur, fut le premier et grand amour (platonique) de Louis XIV, qui renonça à elle pour épouser sa double cousine Marie-Thérèse, et épousa après la mort de son oncle le prince Lorenzo Colonna, connétable de Naples.

Les petites Mazarines eurent trois frères :
- Philippe (1641-1707), qui épousa Diane de Thianges, nièce de Madame de Montespan ;
- Paul Jules (1636-1652), tué pendant la Fronde à la bataille du faubourg Saint-Antoine ;
- Alphonse (1644-1658), mort dans un accident de jeu au collège de Clermont.

## Descendance
Laure-Victoire donna trois fils à son mari :
- Louis Joseph (1654-1712), duc de Vendôme
- Philippe (1655-1727), dit le prieur de Vendôme
- Jules César (1657-1660)

Elle mourut en couches à 21 ans des suites de la naissance du troisième, qui ne vécut que trois ans ; ses deux fils aînés furent élevés pendant plusieurs années par leur tante Marie-Anne, qui n'était guère plus âgée qu'eux.